# Giacinta "Jinx" Johnson
Giacinta 'Jinx' Johnson är en fiktiv figur i den tjugonde James Bondfilmen Die Another Day från 2002. Hon spelas av den amerikanska skådespelaren Halle Berry.
Jinx har fått sitt smeknamn därför att hon är född fredagen den 13:e. Hon är spion för National Security Agency. Första gången hon träffar Bond är i Havanna, Kuba, där de båda är för att fånga den nordkoreanska terroristen Zao. De börjar samarbeta för att spionera på Gustav Graves som försöker ta över världen. Hon blir tillfälligt hans älskarinna för att få reda på hur MI6 är inblandad i utredningen om Zao, men hon överger honom efter att uppdraget har slutförts.
Hon är, jämte Bond, ansvarig till att Graves planer stoppas. Hon dödar hans medbrottsling Miranda Frost genom att hugga henne med en kniv stucken genom boken Krigskonsten.
Hennes introscen och hennes oranga bikini är en hyllning till Honey Ryder från den första Bondfilmen. Det var ett led i firandet av att det var 40 år sedan den första Bondfilmen kom.